# 시오미 야스타카
시오미 야스타카(일본어: 塩見 泰隆, 1993년 6월 12일 ~ )는 일본의 프로 야구 선수이며, 현재 센트럴 리그인 도쿄 야쿠르트 스왈로스의 소속 선수(외야수)이다. 가나가와현 사가미하라시 주오구 출신이다.

## 상세 정보

### 출신 학교
- 부소 고등학교
- 데이쿄 대학

### 선수 경력
- JX-ENEOS
- 도쿄 야쿠르트 스왈로스(2018 ~ )

### 수상·타이틀 경력
NPB
- 베스트 나인 : 1회(2021년) ※외야수 부문
- 골든 글러브상 : 1회(2022년) ※외야수 부문
- 일본 시리즈 우수 선수상 : 1회(2022년)

국제 대회
- 2018 아시아 윈터 베이스볼 리그 : 최우수 타자상(2018년)[3]

### 개인 기록

#### 첫 기록
- 첫 출장·첫 선발 출장 : 2018년 7월 31일, 대 히로시마 도요 카프 14차전(메이지 진구 야구장), 5번·우익수로 선발 출장
- 첫 타석 : 상동, 1회말에 크리스 존슨으로부터 우익 뜬공
- 첫 안타 : 2018년 10월 7일, 대 한신 타이거스 24차전(메이지 진구 야구장), 7회말에 이와자키 스구루로부터 우전 2루타
- 첫 도루 : 2019년 4월 5일, 대 주니치 드래건스 1차전(메이지 진구 야구장), 7회말에 2루 안착(투수: 조엘리 로드리게스, 포수: 오노 쇼타)
- 첫 타점 : 2019년 6월 2일, 대 요코하마 DeNA 베이스타스 12차전(요코하마 스타디움), 2회초에 구니요시 유키로부터 우월 적시 3루타
- 첫 홈런 : 2019년 9월 19일, 대 한신 타이거스 25차전(한신 고시엔 구장), 5회초에 다카하시 하루토로부터 중월 2점 홈런

#### 기타
- 사이클링 히트 : 2021년 9월 18일, 대 요미우리 자이언츠 19차전(도쿄 돔) ※역대 71명째(76번째)
- 올스타전 출장 : 1회(2022년)

### 등번호
- 9(2018년 ~ )

### 연도별 타격 성적
| 연 도      | 소 속      | 경 기 | 타 석 | 타 수 | 득 점 | 안 타 | 2 루 타 | 3 루 타 | 홈 런 | 루 타 | 타 점 | 도 루 | 도 루 자 | 희 생 번 | 희 생 플 | 볼 넷 | 고 4 | 사 구 | 삼 진 | 병 살 타 | 타 율 | 출 루 율 | 장 타 율 | O P S |
| ---------- | ---------- | ----- | ----- | ----- | ----- | ----- | ------- | ------- | ----- | ----- | ----- | ----- | -------- | -------- | -------- | ----- | ---- | ----- | ----- | -------- | ----- | -------- | -------- | ----- |
| 2018년     | 야쿠르트   | 16    | 26    | 25    | 1     | 1     | 1       | 0       | 0     | 2     | 0     | 0     | 0        | 0        | 0        | 1     | 0    | 0     | 7     | 0        | .040  | .077     | .080     | .157  |
| 2019년     | 야쿠르트   | 45    | 98    | 88    | 20    | 16    | 2       | 2       | 1     | 25    | 7     | 4     | 1        | 0        | 0        | 8     | 0    | 2     | 24    | 1        | .182  | .265     | .284     | .549  |
| 2020년     | 야쿠르트   | 43    | 179   | 154   | 20    | 43    | 4       | 2       | 8     | 75    | 21    | 13    | 2        | 3        | 0        | 17    | 0    | 5     | 44    | 4        | .279  | .369     | .487     | .856  |
| 2021년     | 야쿠르트   | 140   | 534   | 474   | 80    | 132   | 21      | 7       | 14    | 209   | 59    | 21    | 5        | 2        | 0        | 48    | 1    | 10    | 156   | 1        | .278  | .357     | .441     | .798  |
| 2022년     | 야쿠르트   | 130   | 567   | 508   | 83    | 140   | 30      | 6       | 16    | 230   | 54    | 24    | 7        | 1        | 3        | 43    | 1    | 12    | 122   | 6        | .276  | .345     | .453     | .797  |
| 2023년     | 야쿠르트   | 51    | 209   | 186   | 33    | 56    | 9       | 2       | 8     | 93    | 31    | 1     | 2        | 0        | 1        | 19    | 1    | 3     | 40    | 3        | .301  | .373     | .500     | .873  |
| 통산 : 6년 | 통산 : 6년 | 425   | 1613  | 1435  | 237   | 388   | 67      | 19      | 47    | 634   | 172   | 63    | 17       | 6        | 4        | 136   | 3    | 32    | 393   | 15       | .270  | .346     | .442     | .788  |

- 2023년 시즌 종료 기준.
- 굵은 글씨는 시즌 최고 성적.

### 연도별 수비 성적
| 연도 | 소속     | 외야  | 외야  | 외야  | 외야  | 외야  | 외야     |
| 연도 | 소속     | 경 기 | 척 살 | 보 살 | 실 책 | 병 살 | 수 비 율 |
| ---- | -------- | ----- | ----- | ----- | ----- | ----- | -------- |
| 2018 | 야쿠르트 | 9     | 12    | 0     | 0     | 0     | 1.000    |
| 2019 | 야쿠르트 | 37    | 55    | 0     | 1     | 0     | .982     |
| 2020 | 야쿠르트 | 42    | 67    | 4     | 1     | 0     | .986     |
| 2021 | 야쿠르트 | 137   | 263   | 4     | 5     | 1     | .982     |
| 2022 | 야쿠르트 | 127   | 303   | 5     | 2     | 1     | .994     |
| 2023 | 야쿠르트 | 49    | 123   | 2     | 1     | 1     | .992     |
| 통산 | 통산     | 401   | 823   | 15    | 10    | 3     | .988     |

- 2023년 시즌 종료 기준.
- 굵은 글씨는 시즌 최고 성적.
- 연도에서 굵은 글씨는 골든 글러브상 수상 연도.